# اکسیر حیات

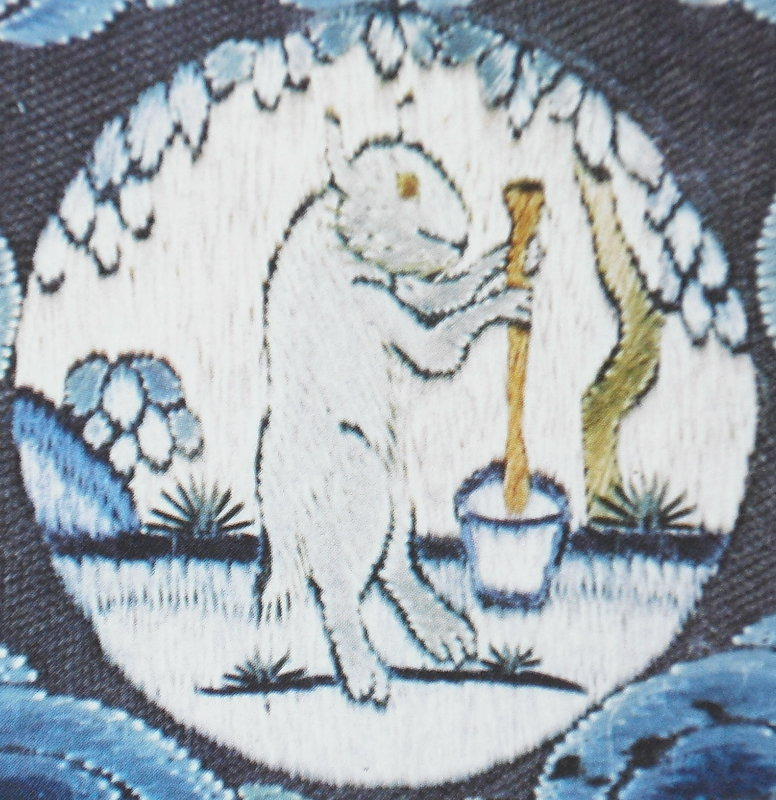
اسطوره شناسی چینی، خرگوش ماه که اکسیر حیات را از ماه گرفته است.

آب حیات، آب حیوان یا اکسیر حیات، آب یا معجونی افسانه‌ای است که بعضی آن را شفابخش و بعضی از افسانه‌ها نیز، آن را مایعی نامیدند که مرگ انسان را به تأخیر می‌اندازد. اما اکثر افسانه‌ها آب حیات را مایع جاویدساز می‌نامند. این مایع در چشمه‌ای می‌جوشد که مکان آن را در ظلمات دانسته‌اند.
در روایات آمده که خضر نبی به همراه ذوالقرنین گم گشته در تاریکی ها به دنبال چشمه منسوب به آب حیات گشتند. خضر به آب دست پیدا کرد و از آن نوشید و عمر جاویدان یافت. اما هنگامی که ذوالقرنین خواست از آب حیات بنوشد، دیگر چشمه‌ای در کار نبود و او نتوانست آن را بیابد.
در اسطوره های چینی لکه روی ماه را بصورت خرگوشی تصور کردند که در حال آماده سازی اکسیر حیات است.

## داروسازی
در داروسازی الگزیرها محلولهای خوراکی و شیرین‌شده هیدروالکلی می‌باشند. در این فراورده‌ها با استفاده از الکل سبب حل شدن موادی می‌شوند که در آب نامحلول یا کم محلول و در الکل محلول است. میزان الکل الگزیرها بسته به نوع ماده موثره متفاوت است. به علت وجود الکل در فراورده، باید در ظرف حاوی فراورده کاملاً محکم بسته شود ، فراورده باید دور از حرارت باشد. الگزیرها در مقایسه با شربت‌ها دارای شیرینی و چگالی کمتری هستند.
مانند الگزیر دیفن هیدرامین (Diphen Hydramine).الگزیر دیگوکسین، الگزیر استامینوفن